# Azukitogi

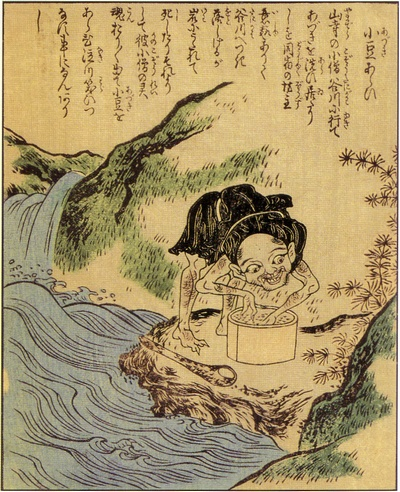
Illustration d'un azukiarai par Takehara Shunsen tirée du Ehon hyaku monogatari.

Azukitogi (小豆とぎ, azukitogi, littéralement « lave-soja ») est un yōkai du folklore japonais, aussi appelé azukiarai (小豆洗い, azukiarai). Il peut apparaître dans de nombreuses régions du Japon.

## Caractéristiques
On peut le repérer, près des rivières ou tous autres points d'eau, par un bruit de frottement, shoki, shoki (ショキショキ), qu'il fait en lavant des haricots azuki (小豆). Quiconque s'approche de lui tombera inévitablement dans l'eau.